# Bernardino Piñera Carvallo
Bernardino Piñera Carvallo (Parigi, 22 settembre 1915 – Santiago del Cile, 21 giugno 2020) è stato un arcivescovo cattolico e medico cileno.

## Biografia
Bernardino Piñera Carvallo nacque a Parigi il 22 settembre 1915 ed era figlio di José Manuel Piñera Figueroa ed Elena Carvallo Castillo. Aveva tre fratelli: Manuel José, diplomatico; Paulette, sposata con l'avvocato Herman Chadwick Valdés, e Marie Louise. Attraverso Manuel José era zio di Sebastián Piñera, presidente del Cile dal 2010 al 2014 e dal 2018 al 2022; José Piñera, ministro del lavoro e della previdenza sociale nel governo di Augusto Pinochet; Pablo Piñera, economista e diplomatico, e di Miguel Piñera, cantante. Tramite Paulette, era lo zio dell'avvocato e uomo d'affari Herman Chadwick Piñera e del politico Andrés Chadwick Piñera.

### Formazione e ministero sacerdotale
Nel 1941 si laureò in medicina presso la Pontificia università cattolica del Cile e poi ottenne una specializzazione medica a Cleveland, Ohio.
Sentendosi chiamato al sacerdozio entrò nel seminario di Santiago del Cile e nel 1947 conseguì la laurea in teologia presso la Pontificia università cattolica del Cile.
Il 5 aprile 1947 fu ordinato presbitero per l'arcidiocesi di Santiago del Cile dal cardinale José María Caro Rodríguez. In seguito fu assessore generale della sezione cilena dell'Azione Cattolica e assessore nazionale della gioventù cattolica femminile. Dal 1950 al 1953 fu vice-rettore della Pontificia università cattolica del Cile.
Nel 1957 venne nominato cameriere segreto di Sua Santità.

### Ministero episcopale
L'11 febbraio 1958 papa Pio XII lo nominò vescovo ausiliare di Talca e titolare di Prusiade. Ricevette l'ordinazione episcopale il 27 aprile successivo nella chiesa del Salvatore a Santiago del Cile dal vescovo di Talca Manuel Larraín Errazuriz, co-consacranti i vescovi ausiliari di Santiago del Cile Pio Alberto Fariña Fariña e Emilio Tagle Covarrubias. Come motto scelse l'espressione "Servus Tuus sum ego".
Il 10 dicembre 1960 papa Giovanni XXIII lo nominò vescovo di Temuco. Prese possesso della diocesi il 7 gennaio successivo. Dal 1960 al 1977 ricoprì anche l'incarico di gran cancelliere dell'Università cattolica di Temuco.
Dal 1962 al 1965 partecipò come padre conciliare a tutte e quattro le sessioni del Concilio Vaticano II di cui fu a lungo uno degli ultimi superstiti.
Partecipò alla I assemblea generale ordinaria del Sinodo dei vescovi che ebbe luogo nella Città del Vaticano dal 29 settembre al 29 ottobre 1967 sul tema "La preservazione e il rafforzamento della fede cattolica, la sua integrità, il suo vigore, il suo sviluppo, la sua coerenza dottrinale e storica".
Nel settembre del 1973 diede protezione al sacerdote Wilfredo Alarcón, sopravvissuto a un tentativo di esecuzione da parte di agenti della dittatura di Augusto Pinochet. Piñera riuscì a far uscire il sacerdote dal paese che così poté trasferirsi in Argentina dove gestì una residenza nella parrocchia di Neuquén per cinque anni.
Il 28 dicembre 1977 papa Paolo VI accettò la sua rinuncia al governo pastorale della diocesi. Monsignor Piñera Carvallo l'aveva presentata per adempiere pienamente alla carica di segretario generale della Conferenza episcopale del Cile.
Partecipò alla III Conferenza episcopale latinoamericana che si tenne a Puebla de Zaragoza nel 1979 come esperto di questioni bibliche.
Partecipò anche alla V assemblea generale ordinaria del Sinodo dei vescovi che ebbe luogo nella Città del Vaticano dal 26 settembre al 25 ottobre 1980 sul tema "La famiglia cristiana".
Il 2 luglio 1983 papa Giovanni Paolo II lo nominò arcivescovo metropolita di La Serena. Prese possesso dell'arcidiocesi il 7 agosto successivo. Dal 1984 al 1985 fu anche amministratore apostolico ad nutum Sanctae Sedis della prelatura territoriale di Illapel.
Dal 1984 al 1987 fu presidente della Conferenza episcopale del Cile e fu tra gli organizzatori della visita apostolica di papa Giovanni Paolo II del 1987.
Il 30 settembre 1990 papa Giovanni Paolo II accettò la sua rinuncia al governo pastorale dell'arcidiocesi per raggiunti limiti di età. Gli succedette monsignor Francisco José Cox Huneeus.

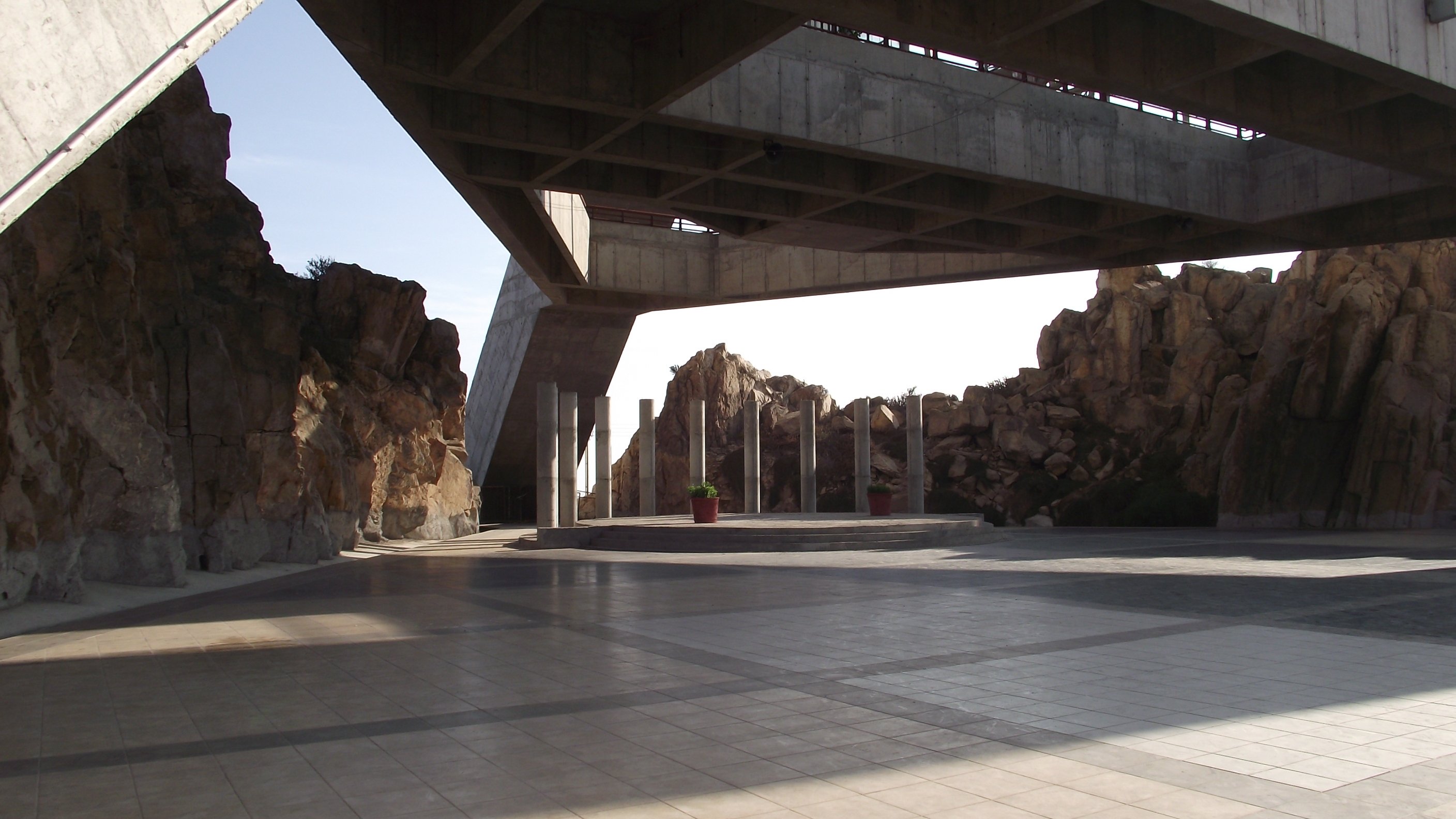
Plaza Arzobispo Bernardino Piñera Carvallo presso la Croce del Terzo Millennio a Coquimbo.

Nel 2001 una spianata situata al secondo livello della Croce del Terzo Millennio a Coquimbo fu denominata Plaza Arzobispo Bernardino Piñera Carvallo.
Dopo la fine del suo servizio episcopale attivo si ritirò a vivere nel convento di San Francesco a Santiago del Cile e si dedicò alla spiritualità francescana. Negli ultimi anni della sua vita visse nella Casa "Santo Curato d'Ars" delle Piccole sorelle dei poveri a Santiago del Cile.
Il 20 settembre 2016, alla morte di monsignor Peter Leo Gerety, divenne il vescovo cattolico vivente più anziano.
Nel gennaio del 2018 papa Francesco andò a visitarlo nell'ambito del suo viaggio apostolico in Cile.
Il 3 ottobre 2018 Abel Flores, il whistleblower dell'ex arcivescovo di La Serena Francisco José Cox Huneeus, accusato di abusi sessuali, dichiarò che monsignor Bernardino Piñera Carvallo aveva insabbiato le accuse e protetto Cox per anni.
Il 20 agosto 2019 il nunzio apostolico Ivo Scapolo comunicò che nei confronti di monsignor Piñera Carvallo era stata aperta un'indagine dopo una denuncia diretta nei suoi confronti per un presunto caso di abusi sessuali ai danni di un minore commesso più di cinquant'anni prima. Le accuse non furono mai provate.
Il 30 maggio 2020 fu ricoverato presso la Clinica universitaria cattolica "San Carlos de Apoquindo" dopo che era stato rilevato un focolaio del nuovo coronavirus SARS-CoV-2 nella casa di cura in cui risiedeva.
Superò l'infezione da coronavirus ma morì nella Casa "Santo Cura d'Ars" il 21 giugno dello stesso anno all'età di 104 anni a causa di una polmonite causata dal coronavirus. Sebbene il governo abbia inizialmente negato che la malattia fosse la causa della morte, il certificato rilasciato dal servizio di registrazione e identificazione civile indica come causa del decesso "polmonite dovuta a COVID-19".
Le esequie si tennero nel Parque del Recuerdo "Américo Vespucio" a Santiago del Cile in forma strettamente privata a causa della pandemia di COVID-19. Tra i partecipanti vi furono il presidente Sebastián Piñera, l'ex ministro Andrés Chadwick e suo fratello Herman Chadwick, tutti nipoti del vescovo. La cerimonia funebre fu molto criticata, perché uno dei partecipanti aprì la bara al presidente Sebastián Piñera, violando così i protocolli sanitari in vigore.
Anche l'organizzatore del funerale, Herman Chadwick, fu criticato per il mancato rispetto del limite di persone che potevano essere fisicamente presenti durante la cerimonia. Egli rispose che il sacerdote, i musicisti e i fotografi non rientrano nel numero massimo degli ammessi al rito. A seguito di queste critiche, il ministro della salute Enrique Paris assicurò che la salma del vescovo era contenuta in una bara chiusa ermeticamente e che durante la cerimonia era stata aperta solo la parte di legno e non anche quella di vetro, già sigillata. Disse anche che ogni famiglia aveva accesso alle stesse condizioni.

## Opere
- Estar con Él, San Pablo, ISBN 9789563511017.

## Genealogia episcopale
La genealogia episcopale è:
- Cardinale Scipione Rebiba
- Cardinale Giulio Antonio Santori
- Cardinale Girolamo Bernerio, O.P.
- Arcivescovo Galeazzo Sanvitale
- Cardinale Ludovico Ludovisi
- Cardinale Luigi Caetani
- Cardinale Ulderico Carpegna
- Cardinale Paluzzo Paluzzi Altieri degli Albertoni
- Papa Benedetto XIII
- Papa Benedetto XIV
- Papa Clemente XIII
- Cardinale Marcantonio Colonna
- Cardinale Giacinto Sigismondo Gerdil, B.
- Cardinale Giulio Maria della Somaglia
- Cardinale Carlo Odescalchi, S.I.
- Cardinale Costantino Patrizi Naro
- Cardinale Lucido Maria Parocchi
- Papa Pio X
- Papa Benedetto XV
- Arcivescovo Sebastiano Nicotra
- Vescovo Carlos Silva Cotapos
- Vescovo Manuel Larraín Errazuriz
- Arcivescovo Bernardino Piñera Carvallo